# Петрова, Галина Кранидовна
Гали́на Крани́довна Петро́ва (род. 13 июля 1945, Новочеремшанск, Ульяновская область) — певица (драматическое сопрано), актриса оперетты, народная артистка РСФСР (1983). Лауреат премии им. А. Г. Маренича (1993) и премии «Золотая маска» (2023).

## Биография
Родилась на станции Салаван (Ульяновская область). Выросла в Куйбышеве, ныне Самара. С ранних лет проявляла таланты в пении и драматическом искусстве. По окончании средней школы в 1962 году поступила в Волжский народный хор в качестве члена танцевальной группы. В 1970 году окончила Государственный институт театрального искусства (ГИТИС) в Москве, отделение музыкальной комедии (педагог — нар. арт. СССР Туманов И. М.). В этом же году была принята в труппу Свердловского академического театра музыкальной комедии.

## Творчество
Попав на прославленную сцену музкомедии, молодая актриса не затерялась среди других начинающих выпускников театральных ВУЗов, её незаурядный талант, огромный актёрский темперамент, способность увлечь своим искусством зрителя за сравнительно короткий срок позволили ей стать в один ряд с выдающимися корифеями жанра. «Начинала она с ролей каскадных, где просто виртуозно двигалась, танцевала, пела и блистательно жонглировала монологами и диалогами». Проявила себя так же, как лирическая героиня в спектаклях на современную тему, воплотив наиболее яркий современный исполнительский стиль. Дебют: Вика Шумилова («Требуется героиня» В. Баснера, 1970). На протяжении нескольких десятилетий была ведущей актрисой Свердловской оперетты. В 1983 году в возрасте 37 лет удостоена звания народной артистки РСФСР, что стало рекордом для артистов этого жанра.
В начале 1990-х годов занималась преподавательской деятельностью в Екатеринбургском Государственном Театральном Институте ЕГТИ, выпустила курс студентов (1996), её выпускники успешно работают в труппе театра музыкальной комедии. С 1995 года совмещает работу в театре с работой в театре-лаборатории драматического искусства, где с её участием вышли спектакли: «Пиаф» (Пиаф), «Медея» (Медея), «Боже, спаси и сохрани» (Барыня), «Смерть Тарелкина» (Брандохлыстова).
Творческие премии:
- Награждена премией Свердловского отделения ВТО (Мадлена, «О, милый друг!»; г. Свердловск, 1982)
- На Всероссийском смотре спектаклей, посвященных 125-летию А. П. Чехова, награждена премией за лучшую женскую роль (Змеюкина, «Свадьба с генералом»; г. Таганрог, 1982)
- Первая премия на конкурсе «Люди искусства о тружениках Сибири» в номинации «Лучшая женская роль» (Ольга, «Сибирская Легенда»; г. Иркутск, 1984)
- В 1993 году «За большой творческий вклад» присуждена внутритеатральная премия Свердловской музкомедии имени А. Г. Маренича
- Лауреат ежегодной театрального конкурса «Браво!» в номинации «Лучшая женская роль» (за роль Пиаф в спектакле «Пиаф» театра «Школа драматического искусства»; г. Екатеринбург, 1996)
- Лауреат Премии Губернатора Свердловской области «За выдающиеся достижения в области литературы и искусства», г. Екатеринбург (Долли, «Хелло, Долли!»; г. Екатеринбург, 2003)

Роли, сыгранные на сцене Свердловского государственного академического театра музыкальной комедии (данные на 2013 год):
1. Вера (А. Эшпай, музыкальная комедия «Девчонке было двадцать лет»)
2. Анжелика (Д. Модуньо, В. Уткин, оперетта «Чёрный дракон»)
3. Стасси (И. Кальман, оперетта «Княгиня чардаша»)
4. Принцесса (И. Шахов, детская музыкальная комедия «Король на четвёрку с минусом»)
5. Фиорелла (Ж. Оффенбах, оперетта «Разбойники»)
6. Вика (В. Баснер, оперетта «Требуется героиня»)
7. Блюдоноска (А. Новиков, оперетта «Чёрная берёза»)
8. Капитан (Н. Богословский, оперетта-водевиль «Свадебное путешествие»)
9. Дарья (Ю. Милютин, оперетта «Девичий переполох»)
10. Наташа-Алёшка (А. Флярковский, музыкальная комедия «Будет завтра!»)
11. Милица (Ф. Легар, оперетта «Весёлая вдова»)
12. Фаина (В. Баснер, оперетта «Южный крест») А
13. Адель (И. Штраус, оперетта «Летучая мышь»)
14. Лиза (И. Кальман, оперетта «Графиня Марица»)
15. Кето (В. Долидзе, оперетта «Кето и Котэ»)
16. Настенька (А. Новиков, оперетта-песня «Василий Тёркин»)
17. Элиза Дулитл (Ф. Лоу, мюзикл «Моя прекрасная леди»)
18. Айрен (Дж. Герман, мюзикл «Хелло, Долли!»)
19. Леся (В. Гроховский, оперетта «Дарю тебе любовь»)
20. Сесили (Г. Натчинский, мюзикл «Мой друг Бенбери»)
21. Зюка (О. Фельцман, музыкальная комедия «Пусть гитара играет»)
22. Принцесса (Г. Гладков, музыкальное представление «Бременские музыканты»)
23. Маша (В. Гевиксман, музыкальная повесть «Капитанская дочка»)
24. Мариуча (Д. Модуньо, Р. Рашёл, божественная комедия с песнопениями, танцами и обрядами «Купите пропуск в рай»)
25. Нина (В. Ильин, мюзикл «Поздняя серенада»)
26. Крыся (С. Пожлаков, героическая оперетта «Гори, гори, моя звезда»)
27. Флоретта (Ж. Оффенбах, оперетта «Рыцарь Синяя Борода»)
28. Галя (О. Фельцман, музыкальная комедия «Старые дома»)
29. Виолетта (И. Кальман, оперетта «Фиалка Монмартра»)
30. Паулина (В. Гроховский, музыкальная комедия «Стряпуха»)
31. Пенелопа (А. Журбин, музыкальная комедия «Пенелопа»)
32. Любовь Яровая (В. Ильин, героико-романтический спектакль «Товарищ Любовь»)
33. Змеюкина (Е. Птичкин, музыкальная комедия «Свадьба с генералом»)
34. Принцесса Фантазия (Ж. Оффенбах, оперетта-феерия «Путешествие на луну»)
35. Юля (О. Фельцман, музыкальная комедия «Полоса препятствий»)
36. Мадлена Фаристье (В. Лебедев, музыкальный спектакль по Ги де Мопассану «О, Милый Друг!»)
37. Ольга (В. Гроховский, музыкальная комедия «Сибирская легенда»)
38. Наташа (Ч. Чаплин, И. Шахов, музыкальная комедия-парафраз «Графиня из Гонконга»)
39. Калугина (А. Журбин, музыкальная комедия «Мымра»)
40. Анжа (М. Зив, музыкальная комедия «Искусство быть женщиной»)
41. Пышка (Е. Птичкин, мюзикл «Дилижанс из Руана»)
42. Эльза (О. Фельцман, музыкальная комедия «Ужасная девчонка»)
43. Мадам Фавар (Ж. Оффенбах, оперетта «Мадам Фавар»)
44. Консолацьоне (А. Тровайоли, рок-мюзикл «Конец света»)
45. Лиса (В. Улановский, мюзикл «Золотой цыплёнок»)
46. Герцогиня Мальборо (А. Журбин, музыкальная комедия «Стакан воды»)
47. Эва (А. Затин, музыкальная комедия «Любовь до гроба»)
48. Галя (Е. Птичкин, музыкальная комедия «Ещё не вечер»)
49. Старуха (Л. Бернстайн, мюзикл «Кандид, или Оптимизм»)
50. Мариэтта (И. Кальман, оперетта «Баядера»)
51. Сью (Дж. Стайн, почти американский мюзикл «В джазе только девушки»)
52. Миледи (Г. Опелка, мюзикл «Три мушкетёра»)
53. Анеля (Л. Солин, оперетта «Дамы и гусары»)
54. Нэнси (Л. Барт, мюзикл «Оливер!»)
55. Вдова (Г. Седельников, водевиль «Медведь! Медведь! Медведь!»)
56. Лалла (А. Тровайоли, мюзикл «Чёрт и девственница»)
57. Полина (А. Эргашев, лирическая музыкальная комедия «Скандал по-французски»)
58. Аграфена (И. Дунаевский, музыкальная комедия «Женихи»)
59. Долли (Дж. Герман, мюзикл «Хелло, Долли!»)
60. Габи (А. Журбин, музыкальное расследование «Восемь любящих женщин»)
61. Мама (А. Пантыкин, музыкальная притча «Храни меня, любимая»)
62. Антония (М. Самойлов, мюзикл «Прелести измены»)
63. Цехина (И. Гайдн, игра в комическую оперу «Влюблённые обманщики»)
64. Арабелла (И. и М. Дунаевские, музыкальные приключения «Дети капитана Гранта»)
65. Берта (Ф. Легар, оперетта «Цыганская любовь»)
66. Мисс Петинктон (В. Ильин, В. Лукашов, комедия супружеской жизни «Как вернуть мужа»)
67. Иоганна, мать принцессы Фике (С. Дрезнин, музыкальные хроники времён Империи «Екатерина Великая»)
68. Мать Платона Зубова (С. Дрезнин, музыкальные хроники времён Империи «Екатерина Великая»)
69. Императрица (И. Кальман, оперетта «Цыган-премьер»)
70. Ента (Дж. Бок, мюзикл «Скрипач на крыше»)
71. Тамара Ивановна (А. Пантыкин, бурлеск «Чирик кердык ку-ку»)
72. Эмилия (Г.Гладков, мюзикл «Обыкновенное чудо»)

Гастрольная карта 
- Алма-Ата — 1980, 1986
- Винница — 1989
- Воронеж — 1987
- Варшава (Польша) — 1977
- Днепропетровск — 1979, 1985
- Донецк — 1985
- Иркутск — 1984
- Казань — 1971
- Киев — 1975, 1989
- Киров — 1974, 1991
- Кишинев — 1988
- Куйбышев — 1979
- Ленинград — 1975, 1985
- Магнитогорск — 1972, 1984
- Минск (Беларусь) — 2012
- Москва — 1977, 1983, 1988, 2000
- Мурманск — 1977
- Нижний Тагил — 1973, 1980, 1995
- Пенза — 1976
- Пермь — 1974, 1978, 1987, 1988, 1999
- Прага (Чехословакия) — 1978
- Рим (Италия) — 1989
- Саратов — 1976
- Сочи — 1978, 1981, 1987,2000
- Таганрог — 1982
- Ташкент — 1986
- Тбилиси −1984
- Тюмень — 1991
- Уфа — 2000
- Фрунзе — 1986
- Харбин (Китай) — 1991
- Челябинск — 1972, 1984, 1990, 2000
- Ярославль — 1981